# The Daily Sangram
The Daily Sangram, également connu sous le nom de Dainik Sangram (bengali : দৈনিক সংগ্রাম Doinik Shônggram « Lutte quotidienne ») est un quotidien en bengali pro-Jamaat-e-Islami publié à Dacca, au Bangladesh,. Le nom du rédacteur en chef est Abul Asad (en), qui est également l'auteur de la populaire série de fiction, les séries Saimum (en). Le Daily Sangram publie des nouvelles du Bangladesh et internationales ainsi que des perspectives locales et régionales. Il fournit également des divertissements, des affaires, des sciences, de la technologie, des sports, des films, des voyages, des emplois, de l'éducation, de la santé, de l'environnement, des nouvelles sur les droits de la personne et plus encore.